# ゾーイ・ジャーヴィス
ゾーイ・ジャーヴィス（Zoe Jarvis、旧姓：フレック、2000年9月29日 - ）は、アメリカ合衆国の女子バレーボール選手。ポジションはリベロ。アメリカ代表。

## 来歴

### クラブチーム
カリフォルニア州グラナダヒルズ出身。9歳のときにバレーボールをはじめた。高校はSierra Canyon Schoolを卒業し、カリフォルニア大学サンタバーバラ校へ進学。2020年にカリフォルニア大学ロサンゼルス校へ転校し2年間プレーした。2022年、テキサス大学オースティン校へ転入し、2022年12月に行われたNCAA女子バレーボール選手権大会にて優勝へ導き、自身はベストリベロ賞を受賞した。2023年1月、ドイツのUSCミュンスターへ入団することが発表され、2023/24シーズンのブンデスリーガでは7位となった。2024年1月、来季から新設されるLOVBでプレーすることが発表され、オースティン所属となった。

### 代表チーム
2023年、シニア代表に初選出され、同年のパンアメリカンカップでデビューし銅メダルを獲得した。2024年、ネーションズリーグに出場した。

## 人物
俳優のロビー・ジャーヴィスと2024年3月に婚約し、2025年5月に結婚式をあげる予定である。

## 球歴
- ネーションズリーグ - 2024年

## 受賞歴
- 2022年 - NCAA女子バレーボール選手権 ベストリベロ賞

## 所属クラブ
- カリフォルニア大学サンタバーバラ校（2018-2020年）
- カリフォルニア大学ロサンゼルス校（2020-2022年）
- テキサス大学オースティン校（2022-2023年）
- USCミュンスター（2023-2024年）
- LOVBオースティン （2024年-）